# Klaus Müller (Handballspieler)
Klaus Müller (* 26. Januar 1938 in Berlin-Neukölln) ist ein ehemaliger deutscher Handballspieler und -trainer.
Der 1,88 Meter große Müller wurde auf der Position Kreis Mitte eingesetzt. In seine aktive Zeit fiel der Wechsel des Handballs vom Großfeld in die Halle.
Er wuchs in Milow im Havelland auf und begann bei der BSG Chemie Premnitz mit dem Handballspielen. Nach Beginn seines Wehrdienstes 1955 in Torgelow wurde sein Talent bei einer Sichtung erkannt. Müller wurde zum ASK Neubrandenburg und 1958 zum ASK Vorwärts Berlin delegiert. Er gewann mit seiner Mannschaft fünf DDR-Meistertitel im Feldhandball sowie 1964 einen Titel im Hallenhandball. Nach dem Umzug des Handballklubs nach Frankfurt (Oder) spielte er noch bis 1971 beim ASK Vorwärts Frankfurt.
Für die Nationalmannschaft der DDR spielte Müller bei der Feldhandball-Weltmeisterschaft (WM) 1963, bei der er mit der Mannschaft der DDR Weltmeister wurde, bei der Feldhandball-WM 1966 (2. Platz), sowie bei der Hallenhandball-WM 1964 und der Hallenhandball-WM 1967.
Insgesamt bestritt er 49 Länderspiele.
Nach seiner Karriere als Handballspieler wurde Müller zunächst Mannschaftsleiter der Boxer des ASK Frankfurt, während er ein Fernstudium zum Trainer an der DHfK in Leipzig absolvierte, welches er 1976 erfolgreich abschloss. Von 1976 bis 1980 war er unter Waldemar Pappusch Co-Trainer der Oberliga-Mannschaft des ASK. Anschließend war er als Bezirkstrainer der Armeesportvereinigung (ASV) im Nachwuchsbereich der Frankfurter Sportschule verantwortlich.
Klaus Müller ist verheiratet und Vater zweier Kinder.

## Belege
1. ↑  Statistik auf www.ihf.info (PDF; 77 kB)
2. ↑  Statistik auf www.dhb.de
3. ↑  Weltmeister auf dem Großfeld. In: Märkische Oderzeitung. 25. Januar 2008 (moz.de).

| Personendaten    | Personendaten                          |
| ---------------- | -------------------------------------- |
| NAME             | Müller, Klaus                          |
| KURZBESCHREIBUNG | deutscher Handballspieler und -trainer |
| GEBURTSDATUM     | 26. Januar 1938                        |
| GEBURTSORT       | Berlin-Neukölln                        |